# Hunga Tonga–Hunga Haʻapai
Hunga Tonga–Hunga Haʻapai su dva nenaseljena vulkanska otoka koja su postojala kao jedan otok u južnom Pacifiku od 2009. do 2022. Smještena su na oko 30 km južno od podmorskog vulkana Fonuafo'ou i 65 km sjeverno od Tongatapua, glavnog otoka Tonge. Prethodni otoci blizanci Hunga Tonga i Hunga Haʻapai spojeni su vulkanskom erupcijom 2009. godine, a 2022. je eksplozivnija erupcija ponovno odvojila otoke i smanjila ih Vulkan koji eruptira dio je vrlo aktivnog vulkanskog luka otočja Tonga-Kermadec, zone subdukcije koja se proteže od Novog Zelanda na sjevero-sjeveroistoku do Fidžija. Leži oko 100 km iznad vrlo aktivne seizmičke zone. Otočni luk nastaje na konvergentnoj granici gdje se Tihooceanska ploča povlači ispod Indo-australske ploče.

## Vulkan i kaldera
Podmorski vulkan koji je izronio iz mora 2009. godini tijekom vulkanske erupcije leži u podmorju između dva otoka, Hunga Tonga and Hunga Haʻapai, koji su ostaci sjevernog odnosno zapadnog rubu vulkanske kaldere. Kaldera se nalazi oko 150 m ispod razine mora, a uzdiže se 2000 m od morskog dna. Dva otoka (dio grupe Ha'apai) a svaki je dug oko 2 km dug i sastavljen većim dijelom od andezita. Ovaj andezit je najčšće bazaltnog tipa. Hunga Tonga doseže nadmorsku visinu od 149 m, a Haʻapai 128 m. Otoci su mali: Hunga Tonga je imala površinu od oko 0,39 km2 a Hunga Haʻapai 0,65 km2 prije spajanja 2009. Ostaci ovih dvaju otoka nakon erupcije 2022. godine su manji nego prije 2009. Niti jedan otok nije razvijen zbog nedostatka prihvatljivog sidrišta, iako su na svakom otoku postojale velike naslage guana.
Uzorci s otoka upućuju na dugu eruptivnu povijest. Jedan piroklastičan tok datiran je u 1040. – 1180., u korelaciji s naslagama pepela pronađenim na Tongatapuu, i s nepoznatom tropskom erupcijom 1108. koja je izazvala 1°C globalnog hlađenja. Vjeruje se da je kaldera nastala ovom erupcijom. Podmorske erupcije na stjenovitom plićaku – oko 3.2 km jugoistočno od Hunga Haʻapaija i 3 km južno od Hunga Tonga – zabilježene su 1912. i 1937. Još jedna erupcija dogodila se iz pukotine 1 km južno-jugoistočno od Hunga Haʻapaija 1988.
Otoci su u tonganskoj mitologiji jedan od rijetkih otoka koji nisu bili prekomjerno izlovljeni, pa su stoga bačeni s neba na kopno na zemlji Tongoanci su ih nazvali otocima koji "skaču naprijed-natrag" (tj. imaju česte potrese). Prvi Europljani koji su vidjeli otoke bili je grupa s nizozemskim istraživačima Willemom Schoutenom i Jacobom Le Maireom 1616. godine. Britanski istraživač kapetan James Cook posjetio ih je nekoliko puta 1777. godine i saznao njihova tongoanska imena.

## Geografija
Početna erupcija iz 2009. povezala je novonastalu piroklastičnu visoravan zapadno od vulkanskog kratera s većim i zapadnijim otokom Hunga Haʻapai. Manji otok Hunga Tonga, otprilike 1.5 km sjeveroistočno od Hunga Haʻapaija, od tada je vezan za krater 380 m širokim tombolom, a na južnom kraju spoja otoka s otokom Hunga Haʻapai su nastale dodatne pješčane naslage. Sama kaldera je brzo erodirala na jugoistoku, stvarajući otvor koji je propustio morsku vodu i stvorio zaljev. Ovaj zaljev je kasnije odvojen od otvorenog oceana plitkim pješčanim sprudom, tvoreći tako lagunu. U početku se vjerovalo da će cijeli otok brzo erodirati, no procjene znastvenika iz 2017. su bile da bi proces mogao potrajati desetljećima.

## Povijest

### Erupcija iz 2009.
Dana 16. ožujka 2009. godine, podmorska erupcija u blizini Hunga Tonga–Hunga Haʻapai počela je ispuštati paru, dim, plavac i pepeo kilometrima u visinu. Do 21. ožujka, glavni geolog Tonge, Kelepi Mafi, izvijestio je da lava i pepeo izlaze iz dva otvora – jednog na nenaseljenom otoku Hunga Haʻapai i drugog oko 100 m od obale. Erupcija je ispunila prazninu između dva otvora, stvarajući stotine četvornih metara novog kopna. Erupcija je opustošila Hunga Haʻapai, prekrila ga crnim pepelom i lišila vegetacije i faune.
Vulkanska erupcija privukla je pozornost diljem svijeta. Vulkan je prikazan u dijelu televizijskog programa Ljuti planet (Angry Planet) 2009.

### Erupcija 2014. – 2015.
U studenom i prosincu 2014., sjeverno od Tonge se kroz nekoliko tjedana dogodilo više vulkanskih erupciji i niz potresa na vulkanima nekoliko tjedana, što je ukazivalo na nastavak vulkanske aktivnosti na tom području.
Nova erupcija počela je kod otoka Hunga Tonga–Hunga Haʻapai 19. prosinca 2014. Lokalni ribari izvijestili su o visokom stupu bijele pare koja se diže iz oceana iznad podmorskog vulkanskog brda. Satelitske slike snimljene 29. prosinca pokazuje da se erupcija nastavila, s oblakom dima i pepela koji se diže s mjesta, i promjenom boje morske vode (vjerojatno uzrokovano dimom i pepelom koji se ispuštaju ispod površine, ili poremećajem morskog dna). Erupcija se nastavila i početkom 2015. godine, s visokim oblakom pepela koji se 6. siječnja 2015. digao do visine od 3 km.
Erupcija je ušla u novu fazu 11. siječnja 2015., kada je vulkan počeo izbacivati pepeo čak 9 km u zrak. Let Air New Zealanda 12. siječnja morao je biti preusmjeren na Samou, dok je niz drugih letova između Novog Zelanda i Tonge otkazan. Oblak pepela iznad vulkana dosegao je 13. siječnja visinu od 4.5 km. Dužnosnici su identificirali dva vulkanska otvora, jedan na Hunga Haʻapai i drugi oko 100 m od obale, pod morem. Velike stijene i mokri, gusti pepeo izbačeni su do 400 mu zrak. Do 16. siječnja je eksplozijom nastao novi otok. Tonganski dužnosnici procijenili su da je novi otok širok 1 km, dug 2 km i visok 100 m, a geolozi su predvdjeli da će novi otok vjerojatno potrajati samo nekoliko mjeseci dok ga oceanski valovi ne raznesu. Pepeo i kisele kiše padale su na području oko 10 km od novog otoka, a otoci Hunga Tonga i Hunga Haʻapai su izgubili svu vegetaciju.
Unatoč erupciji vulkana koji je izbacivao oblak pare 1 km u zrak, međunarodni letovi za Tongu nastavljeni su 16. siječnja, jer su stručnjaci za vulkane i zrakoplovstvo smatrali da erupcija više ne predstavlja prijetnju zrakoplovnim zrakoplovima.
Geolozi iz Tonge i Novog Zelanda koji su posjetili vulkan 19. siječnja izjavili su da se erupcija smirila u posljednja 24 sata. Napomenuli su da je gotovo sva erupcija sada dolazila iz otvora na novom otoku, s oblacima pare koji su se dizali do visine od 7 do 10 km, a pepeo i kamen se izbacuju na visinu od 200 do 300 m. Emisija pepela bila je ograničena, a stijene magme koje su udarale u ocean uzrokovale su neke eksplozije pare. Tim nije pronašao plutajuće vulkanske krhotine, kao što su splavi od plovca, a miris vulkanskih plinova se pojavljivao povremeno. Tonganski dužnosnici uspostavili su oko otoka zonu promjera 20 km kako bi se posjetitelji zaštitili od kamenja, pepela i kiselih kiša.
Tonganski dužnosnici proglasili su erupciju završenom 26. siječnja nakon što nisu primijetili da novi plin, pepeo ili stijena ne izlaze iz otočnog otvora. Do tada je otok bio 1 do 2 km širok, 2 km dug i 120 m visok. Novi otok je bio spojen s Hunga Haʻapaijem, a nedostajalo mu je oko 200 m do spajanja s Hunga Tongom. Mještani koji su posjećivali otok rekli su da se morske ptice gnijezde na njemu.
U lipnju 2015., poduzetnik Ian Argus Stuart postao je prva osoba koja je prenoćila na ovoj novoj otočnoj formaciji. Stuart je proveo 11 noći na otoku, a preživio je ne jedući ništa osim galebovih jaja i lignji. Stuart je došao na Hunga Tongu uz pomoć španjolskog istraživača Alvara Cereza, koji nudi iskustva brodolomaca na udaljenim pustim otocima diljem planeta.

### Znanstvena studija nakon 2015.
Vulkanski pepeo koji čini veći dio Hunga Tonga–Hunga Haʻapaija reagirao je s toplom oceanskom vodom oko sebe. Ova kemijska reakcija pretvorila je pepeo u mnogo tvrđu stijenu, a vulkanolozi su vjerovali da otok neće odmah erodirati već će trajati nekoliko desetljeća. Time je Hunga Tonga–Hunga Haʻapai postao tek treći vulkanski otok u posljednjih 150 godina koji je preživio više od nekoliko mjeseci.
Znanstvenici u NASA-inog Goddard Space Flight Center su proučavali Hunga Tonga–Hunga Haʻapai je kao model za vulkanske oblike na Marsu. U članku objavljenom krajem 2017. znanstvenici su zaključili da je Hunga Tonga–Hunga Haʻapai erodirala na načine koji su nevjerojatno slični obrascima erozije koji se mogu vidjeti na sličnim reljefima na Marsu. Znanstvenici su primijetili da to sugerira da je Mars nekoć nakratko preplavila voda, ali da se voda prilično brzo povukla. Potrebno je daljnje proučavanje sličnosti između Hunga Tonga–Hunga Haʻapai i Marsu vulkanskih značajki, rekli su.
U listopadu 2018. znanstvenici su posjetili otok i otkrili da je njegova površina prekrivena šljunkom, ljepljivim blatom i vegetacijom. Otok je također bio naseljen raznim vrstama ptica. Također su otkrili da se čini da otok erodira brže nego što se mislilo, zbog oborina.

### Erupcija od prosinca 2021. do siječnja 2022
Dana 20. prosinca 2021. vulkan je ponovno eruptirao, uzrokujući veliki oblak koji je bio vidljiv iz Nukuʻalofe. Savjetodavni centar za vulkanski pepeo Wellington izdao je savjet zračnim prijevoznicima. Eksplozije su se mogle čuti do 170 km daleko. Početna erupcija nastavila se do 2 h 21. prosinca. Aktivnost se nastavila, a satelitske snimke od 25. prosinca su pokazale da se otok povećao.
Vulkanska aktivnost je zamrla 5. siječnja, ali se ponovno pokrenula 13. siječnja nakon što je vulkan izbacio oblak pepela 17 km u atmosferu. Vlada Tonge je nakon toga izdala upozorenje na tsunami. Vulkan je 15. siječnja ponovno snažno eruptirao, oko sedam puta snažnije od erupcije 20. prosinca 2021. U Tongi i drugim zemljama, poput Fidžija i čak Novog Zelanda i Australije su izvjestili o glasnim eksplozijama. Eksplozija se čula i na Aljaski sedam sati nakon erupcije. Erupcija je pokrenula ogroman atmosferski udarni val koji je išao brzinom od oko 300 m/s. U blizini erupcije, eksplozija je oštetila imovinu, uključujući razbijene prozore. Meteorološka služba Tonge izdala je upozorenje na tsunami nešto poslije 17:30 i tsunami je poplavio obalna područja u Tongi. Tsunami visine 1.2 m je uočen u Nukuʻalofi (Tonga), te jedan od 61 cm u Američkoj Samoi.
Dvije osobe su poginule u Peruu, a dva ribara su ozlijeđena u San Gregoriju u Kaliforniji. Četiri smrti potvrđene su u Tongi, uključujući Britanku čije je tijelo pronađeno nakon što je nestala u tsunamiju.
Dana 16. siječnja objavljeno je da radarska istraživanja prije i nakon erupcije pokazuju da je veći dio otoka uništen, a da su ostali samo mali dijelovi.

## Napomene
1. ↑  Datum počela erupcija nije točno utvrđen. Prema programu Globalnog vulkanizma Smithsonian Institutiona, "Promatrači koji su letjeli u blizini područja Hunga Tonga-Hunga Ha'apai u ožujku su izvjestili o erupciji."'"`UNIQ--ref-00000030-QINU`"' U izvješću se navodi internet log Keizo Gatesa, od 16. ožujka 2009., koji sadrži fotografije koje se navodno snimljene iz civilnog zrakoplova kasno poslijepodne 16. ožujka'"`UNIQ--ref-00000031-QINU`"' Smithsonian je kasnije potvrdio da je erupcija započela 16. ožujka.'"`UNIQ--ref-00000032-QINU`"'

## Vanjske poveznice
- Hunga Tonga–Hunga Ha'apai. Global Volcanism Program. Smithsonian Institution. Pristupljeno 15. siječnja 2022.
- "Underwater Volcano Erupts Off Tonga." BBC News. March 19, 2009. – Video showing the March 18, 2009, eruption
- "Expedition To A New Island" – Explorer George Kourounis sets foot on a brand new volcanic island